# Bni Chegdale
Bni Chegdale (àrab بني شكدال) és una comuna rural de la província de Fquih Ben Salah de la regió de Béni Mellal-Khénifra. Segons el cens de 2014 tenia una població total de 11.444 persones.